# Erodium gruinum
Erodium gruinum ((L.) L'Hér., 1789), comunemente nota come gruaria o becco di gru orientale, è una pianta erbacea annuale, appartenente alla famiglia delle Geraniaceae. È originaria del bacino del Mediterraneo orientale e Medio Oriente.

## Etimologia
Erodiós in greco significa "airone" (come per Geranium si sottolinea la forma dei frutti); gruinum da gru.

## Ecologia
La sua fioritura può avvenire in un periodo ristretto, che va da aprile a maggio. Solitamente la sua nascita avviene in terreni incolti, fino ai 300 metri di altezza.